# Cathédrale Vladimir (Kronstadt)
La cathédrale de l'icône Vladimir de la Mère de Dieu est une église orthodoxe de la ville portuaire de Kronstadt faisant partie de Saint-Pétersbourg. 

## Histoire
La première église en bois de l'icône Vladimir de la Mère de Dieu pour le régiment de garnison de Kronstadt a été construite en 1730-1735. En 1753, à la place de l'église précédente, une nouvelle fut construite grâce à des dons, puis en 1801, l'ancienne église fut démolie et une église en bois, conçue pour 500 personnes, fut érigée au même endroit.

### Cathédrale moderne
Au milieu du XIXe siècle, l'église en bois s'est avérée trop petite pour répondre aux besoins de la garnison de la forteresse, composée de 4 500 soldats. Le gouverneur militaire de Cronstadt a sollicité et obtenu en 1872 la construction d'une cathédrale en pierre. La construction du nouvel édifice a commencé en 1875 s'est achevée en 1879 pour l'extérieur, la décoration en 1882. La construction a été réalisée grâce à des fonds gouvernementaux ; le montant total était de 201 687 roubles.
La consécration de l'église par le prêtre en chef de l'armée et de la marine a eu lieu le 24 avril 1880.
Le 7 septembre 1902, l'église de garnison reçoit le statut de cathédrale.
Le 16 février 1931, la cathédrale fut fermée par les autorités soviétiques et transformée en entrepôt. Pendant la Seconde Guerre mondiale, le bâtiment a été gravement endommagé.
Le bâtiment a explosé à trois reprises dans les années 1950. À la suite des opérations de dynamitage, l'autel, le porche et le clocher ont été détruits. Le bâtiment était par la suite vide ; il y avait des projets pour y installer une piscine ou des écuries.
En 1990, la cathédrale a été restituée à l’Église orthodoxe russe. Des travaux de conservation ont été effectués sur le bâtiment, et en 1999 les offices ont commencé à être célébrés dans l’église inférieure.
En 2000-2001 les travaux de restauration ont été effectués : les façades ont été nettoyées et plâtrées, les dômes en acier ont été recréés. À l'automne 2006, sept compositions figuratives ont été restaurées.

## Architecture et décoration

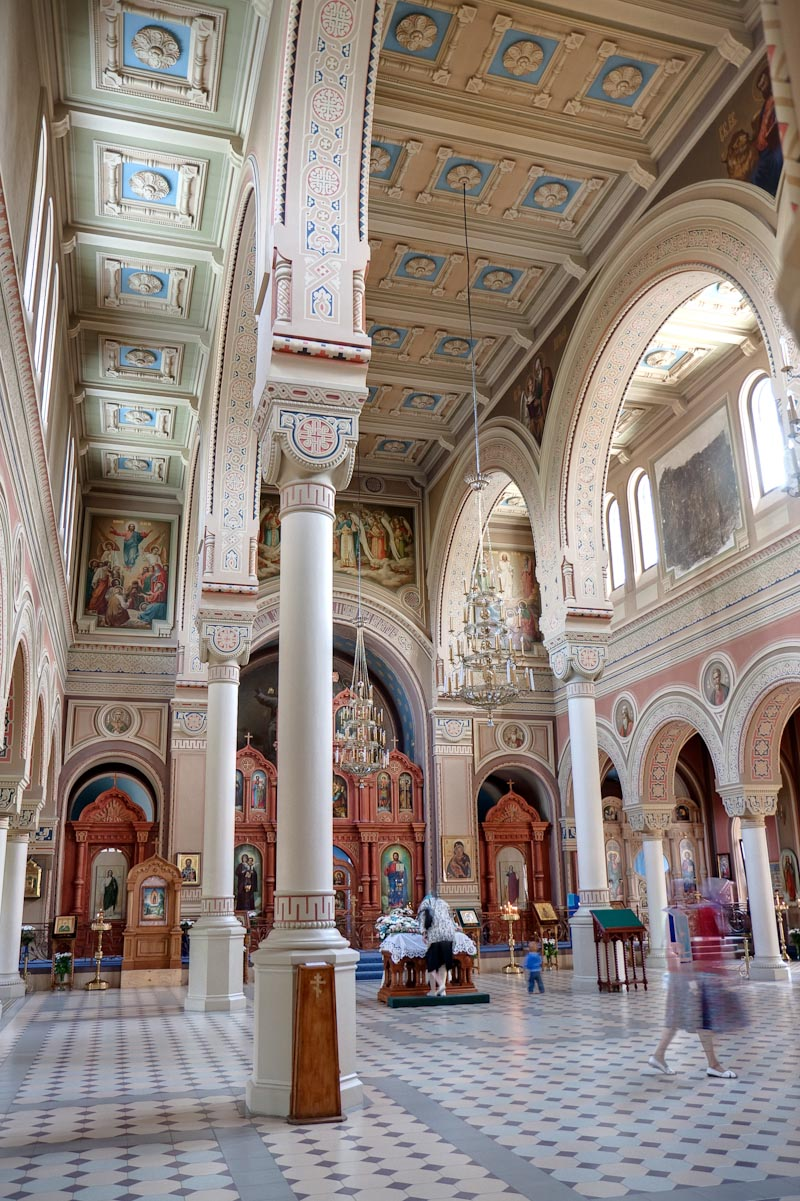

L'église peut abriter 3000 personnes. Son architecture combine le style néo-russe dans la décoration des façades avec le plan basilical de la composition globale, ce qui est inhabituel pour l'Église orthodoxe. La disposition intérieure copie les temples paléochrétiens et est similaire à la disposition de la Basilique Sant'Apollinare Nuovo, construite au Ve siècle à Ravenne. Pour ressembler au style romain, le plafond est réalisé à caissons.

## Liens
- Catalogue populaire de l'architecture orthodoxe
- D'après des conversations avec le recteur de la cathédrale de l'icône Vladimir de la Mère de Dieu, le père Sviatoslav
- Terekhova Y. Eglise trois fois survivante  // Eau de vie : Bulletin de l’église de Saint-Pétersbourg. — 2007. — N° 10.